# 大野輝之
大野 輝之（おおの てるゆき、1953年7月 - ）は、日本の地方公務員。東京都環境局長を経て、東京都参与、自然エネルギー財団常務理事。瑞宝小綬章受章。

## 人物・経歴
神奈川県生まれ。1978年東京大学経済学部卒業。1979年東京都入庁。1992年新宿区都市整備部土地調整課長。1993年新宿区都市整備部都市施設課長。1996年東京都政策報道室政策調整部副参事。
東京都環境局総務部計画担当課長を経て、2000年東京都環境局総務部企画課長。2002年東京都環境局参事（総務部総務課長事務取扱）。2003年東京都建設局参事（東京都駐車場公社派遣）。
2004年東京都環境局参事（企画担当）。2005年東京都環境局企画担当部長。2007年東京都環境局環境政策担当部長。同年東京都環境局都市地球環境部長。2009年東京都環境局理事。
2010年東京都環境局長。2013年自然エネルギー財団常務理事。2014年カリフォルニア州大気資源委員会ハーゲンシュミット・クリーンエア賞受賞。2021年東京都参与。世界自然保護基金ジャパン理事、東京大学非常勤講師なども務めた。

## 栄典
- 2025年4月 春の叙勲で地方自治功労により瑞宝小綬章を受章[9]

## 著書
- 『日本の都市は救えるか : アメリカの「成長管理」政策に学ぶ』（矢作弘と共著）開文社出版 1990年
- 『都市開発を考える : アメリカと日本』（レイコ・ハベ・エバンスと共著）岩波新書 1992年
- 『現代アメリカ都市計画 : 土地利用規制の静かな革命』学芸出版社 1997年
- 『自治体のエネルギー戦略 : アメリカと東京』岩波新書 2013年